# Guavio (província)

Província de Guavio.

Guavio é uma província do departamento de Cundinamarca, Colômbia.

## Municípios
A província é dividida em 8 municípios:
1. Gachalá
2. Gachetá
3. Gama
4. Guasca
5. Guatavita
6. Junín
7. La Calera
8. Ubalá